# Mnesipenthe paralogus
Mnesipenthe paralogus är en fjärilsart som beskrevs av Louis Beethoven Prout 1934. Mnesipenthe paralogus ingår i släktet Mnesipenthe och familjen mätare. Inga underarter finns listade i Catalogue of Life.